# Carlos, Príncipe de Viana
Carlos de Trastâmara e Évreux, também conhecido como Carlos IV de Navarra (Peñafiel, Castela, 29 de maio de 1421 – Barcelona, 23 de setembro de 1461), foi infante de Aragão e de Navarra, príncipe de Viana e de Girona (1458–1461), duque de Gandia (1439–1461) e de Montblanc (1458–1461) e rei titular de Navarra (1441–1461).
Carlos de Viana foi filho do infante João de Aragão, irmão mais novo de Afonso V, e a partir de 1458, coroado rei de Aragão, com o nome de João II, e da rainha titular Branca I de Navarra (m. en 1441), filha e herdeira de Carlos III o Nobre (m. en 1425). O príncipe de Viana é conhecido por seus confrontos dinásticos com seu pai e por ser patrono da cultura e as artes.

## Biografia

### Primeiros anos

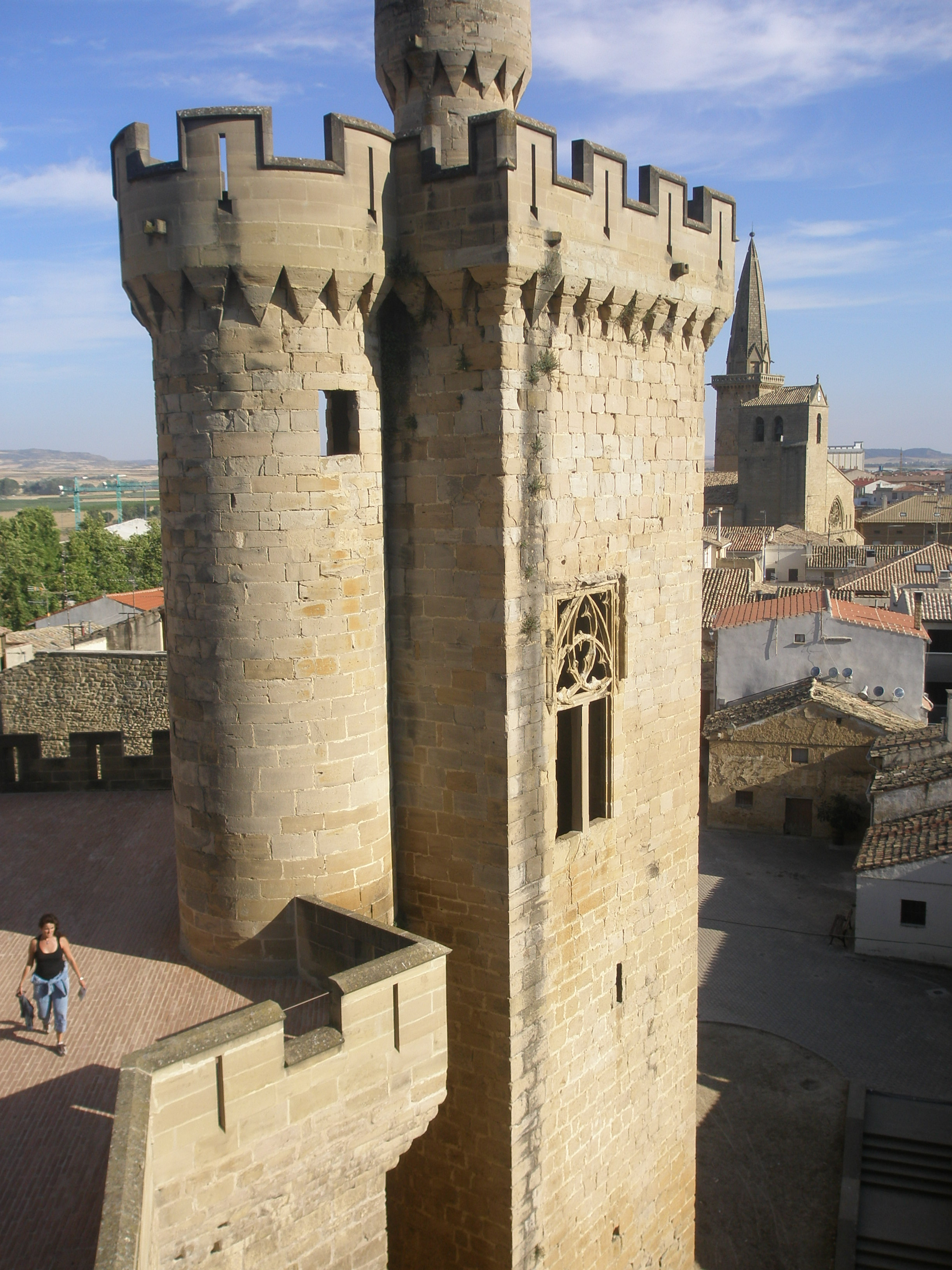
No castelo de Olite educou-se o príncipe Carlos de Viana.

Depois de seu nascimento nas terras castelhanas, na fortaleza de Peñafiel, Carlos foi educado no Palácio Real de Olite, recebendo as máximas atenções de seu avô Carlos III. Em 1423, em vida de seu avô, tornou-se em herdeiro reconhecido da Coroa Navarra e recebe o título de Príncipe de Viana. Sua educação foi muito esmerada, alternando os exercícios físicos (remo, caça, montaria) com os estudos literários e a sábia administração dos assuntos do reino, que fizeram dele um jovem tranquilo e amante da paz.
Com a morte de sua mãe em 1441, Carlos de Viana é já um adulto de 21 anos. Torna-se em herdeiro universal dos Estados de Navarra e de Nemours como Carlos IV de Navarra, segundo competia-lhe de direito e estava firmado nas capitulações matrimoniais do desposório entre a infanta-herdeira e já viúva, Branca, e o infante aragonês João de Trastâmara. Não obstante, segundo parece, uma cláusula do testamento materno impede-lhe expressamente tomar a coroa sem a bênção e o consentimento de seu pai.
Branca I pensava que com esta cláusula asseguraria a paz entre o filho e o pai, mas no final de contas só conduziu a um ódio irreconciliável, já que nenhum dos dois quis renunciar aos que consideravam seus direitos à Coroa de Navarra. Existia um precedente anterior relativo ao rei consorte viúvo de Navarra dado pelas Cortes do reino a Filipe I Capeto, consorte da rainha titular Joana I de Champagne-Navarra (morta em 1305), que reinaria em vida de sua esposa na França como Filipe IV o Formoso da França e I de Navarra (Fontainebleau, 1268 – ibídem, 29 de novembro de 1314). No entanto, com a morte da rainha Joana I de Navarra, seu filho e herdeiro Luís foi rei titular de Navarra de 1305 a 1316, em vida de seu pai, tornando-se somente em Luís X da França “o Teimoso” após herança paterna, entre 1314 e 1316, de acordo com as decisões soberanas da corte francesa.
As pretensões do rei consorte viúvo, o infante João de Aragão de reter a coroa, ilegitimamente pelas razões históricas descritas aqui como exemplo dos fatos diferenciais dinásticos navarros a respeito de outros reinos da Europa, realizaram-se em detrimento do príncipe Carlos de Viana, com o apoio das armas de seus aliados, o partido beamontês navarro, como tentativa por parte destes de imposição do disposto no “Foro Melhorado de Navarra” de 1327.

Escudo de Carlos de Viana, tecido em pal (à maneira aragonesa), com as armas herdadas de seu pai: 1.º Partido dimidiado de Aragão; 2.º Quartelado de Navarra e Évreux: 3.º Partido dimidiado do quartelado em aspa de Aragão, Castela e Leão.

Este “Foro Melhorado Navarro” que não aceitava a Lei Sálica capetina consignou-se em fazer possível a nomeação e aceitação pelas elites navarras da segunda rainha titular de Navarra, Joana II de Navarra , filha de Luís X da França e I de Navarra, “o Teimoso” e da rainha consorte Margarida da Borgonha, estrangulada por supostas infidelidades conjugais na Torre de Nesle de Paris. Joana gozava também de direito a ser considerada pelo Direito Navarro Tradicional, como filha do rei titular, rainha titular de Navarra, ainda que repetidamente ignorada e preterida pelas normas francas “da tradição francesa capetiana” de sucessão, arbitrariamente impostas no reino de Navarra, já que embora ambos os reinos compartilhassem um rei em comum, entre 1305 e 1327, não compartilhavam as mesmas leis.
Pode-se também afirmar, sem nenhuma ponta de dúvidas, que a incorporação manu militari da Baixa Navarra por Fernando II de Aragão de 1512 ao novo reino consolidado da Espanha não seria equivalente nos escassos territórios navarros restantes ao norte dos Pirenéus, de forma que no final do século XVI Henrique III de Navarra seria também reconhecido a nível de potências europeias como Henrique IV da França sem subjugação militar formal nem matrimonial de nenhum tipo.
O infante castelhano-aragonês João de Aragão, filho do infante castelhano Fernando de Antequera, rei eleito de Aragão de 1412 à 1416 como Fernando I, havia empenhado quase todo o tempo de seu casamento em guerras internas dentro de Castela, onde tinha muitas propriedades por parte de sua mãe também castelhana Leonor de Alburquerque e em cuja corte queria influenciar. No princípio teve êxito, mas depois que se alçou com a privança e o poder Álvaro de Luna, o rei consorte de Navarra não conseguiu com seus esforços outra coisa que tornar-se aborrecível em toda parte: em Castela, por suas interferências, em Aragão por ter negligenciado seus Estados e em Navarra por ter que financiar suas ambições.

### Disputas dinásticas
O rancor entre pai e filho aumentou quando em 1447 João tomou como segunda esposa Joana Henriques e Fernandes de Córdoba, uma nobre castelhana (de uma ramificação menor bastarda dos reis de Castela), que logo lhe dá um filho que se tornaria em Fernando “o Católico”, e que considerou a seu enteado como um intrometido. A madrasta Joana Henriques, intrigante e soberba, lançou seu marido contra Carlos, estimulando as discórdias e manifestando suas preferências pelo seu próprio filho Fernando, Fernando II de Aragão, a quem queria que cedesse todos os privilégios.
O príncipe de Viana optou por submeter-se a seu pai, mas a intervenção nos assuntos internos de Navarra chegou a tais extremos que os próprios castelhanos lhe ofereceram para expulsar de Navarra a João de Aragão e o Tratado de Puente la Reina (8 de setembro de 1451) determina a rutura definitiva entre pai e filho. Beamonteses e Agramonteses tomam partido por João e por Carlos respetivamente e eclode a guerra civil.

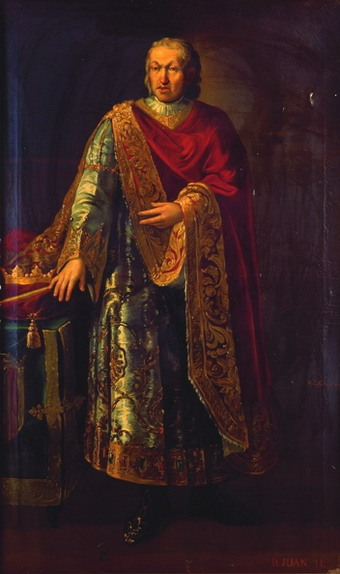
João II de Aragão manteve toda sua vida em pretensões contra seu filho ao reter a coroa navarra.

Em 1452 Carlos, ainda que ajudado por João II de Castela, foi derrotado e preso. Liberado após prometer não tomar o título régio até a morte de seu pai, o príncipe, outra vez fracassou após tentar novamente levantar armas contra seu pai, refugiou-se em Nápoles com seu tio paterno Afonso V de Aragão. Em 1458 Afonso morre e João é coroado como rei de Aragão, enquanto que Carlos é-lhe oferecido as coroas de Nápoles e Sicília.
Ele rejeita estas propostas e após reconciliar-se com seu pai voltou à Navarra em 1459, com 38 anos de idade e começam as negociações para seu casamento com a irmã de Henrique IV de Castela, (Isabel a Católica), até então com apenas 9 anos de idade. No entanto, a oposição de João II, que pensava no irmão de Carlos, Fernando, com apenas 7 anos de idade, foi tão violenta que ordenou desarmar e prender a seu filho Carlos em Lérida em 2 de dezembro de 1460. Foi levado depois a Aitona e mais tarde à prisão de Morella. Esta imprudente medida alvoroçou todo o reino e catalães e navarros levantaram-se em seu favor. Esta insurreição repentina generalizou-se e João II teve que ceder e libertar ao príncipe em 25 de fevereiro de 1461.
Ao chegar Carlos a Barcelona foi recebido com apoteose em (12 de março de 1461) tornando-se em um símbolo para os catalães, que eram contra João II ao que deixaram de aceitar como rei quando este vendeu à Luís XI da França o Rossilhão (nunca recuperado mais do que temporariamente até hoje) e a Cerdanha, como era para a grande maioria dos soliviantados nobres navarros agramonteses, entre os que se encontrava o pai do logo jesuíta, San Francisco Javier.
Pela capitulação de Vilafranca del Penedès (21 de junho de 1461), Carlos, suposto rei titular de Navarra pelo Direito Foral Navarro, foi reconhecido pelos catalães-aragoneses aliados e como filho primogênito de João II, como herdeiro dos Estados da coroa aragonesa, jurando seu cargo como Lugar-tenente perpétuo da Catalunha.
Mas pouco depois disto, em 23 de setembro de 1461, o príncipe morreu aos 40 anos, 3 meses e 26 dias de idade no Palácio Real da cidade de Barcelona, não sem a suspeita de haver sido envenenado por sua madrasta Joana Henriques, mãe de Fernando. Esta foi a desculpa para iniciar a Guerra civil na Catalunha.
Nesse momento o infeliz príncipe Carlos de Viana estava comprometido com Catarina de Portugal. Catarina era filha do rei Eduardo I de Portugal e irmã da segunda esposa e rainha consorte de Henrique IV de Castela, Joana de Portugal, mãe em 1461 da chamada Joana a Beltraneja, do rei Afonso V de Portugal e de Leonor de Portugal, (1434–1476), imperatriz consorte do imperador eleito do Sacro Império Romano-Germânico Frederico III de Habsburgo, (1415–1493), ungidos como Imperadores pelo Papado Romano em 1440 e Arquiduques da Áustria desde 1453, avós do rei consorte Filipe I de Castela.

## Semblante
Fisicamente, Carlos de Viana, tinha o cabelo de cor castanho claro, os olhos escuros, o nariz largo e reto, o rosto pálido e delgado, estatura levemente superior à da média, visual grave, um ar modesto e sereno e algo de melancolia na expressão geral de sua fisionomia. Lucio Marineo Sículo disse sobre ele «não lhe faltava nada para ser um Príncipe perfeito».
Efetivamente, Carlos era um homem culto e amável, aficionado à música e a literatura. Traduziu a Ética de Aristóteles ao castelhano, publicada pela primeira vez em Saragoça em 1509 e escreveu uma Crônica dos reis de Navarra, em Tratado dos Milagres do Famoso Santuário de San Miguel de Excelsis, uma Epístola Literária, entre outras.
Seu escudo de armas pessoal representava a dois sabujos ou lébreis que reuniam entre si por um osso, uma alusão à disputa que os reis da França e Castela mantinham pelo controle do reino de Navarra, junto ao irônico lema «Utrinque roditur», ou como «Por todas as partes roem-me».

## Família e filhos
Casou-se no castelo de Olite com Inês de Clèves em 30 de setembro de 1439. Inês era filha do duque Adolfo I de Clèves e sobrinha de Filipe III o Bom, Duque da Borgonha. Morreu após nove anos de casados (6 de abril de 1448) sem haver dado um herdeiro a Carlos.
O Príncipe de Viana não voltou a casar-se apesar de que houve vários projetos frustrados de alianças matrimoniais, entre elas com Isabel, a irmã de Henrique IV de Castela, a futura Rainha Católica. Mas João II não viu com bons olhos aquele matrimônio que daria uma grande força a seu filho e procurou por todos os meios desfazer o compromisso, tratando de casar-se com Catarina de Portugal, aliança que não era em troca do agrado de Henrique IV, casado com a irmã desta, Joana. Anos mais tarde Isabel casar-se-ia com um príncipe dois anos mais jovem que ela, Fernando, o irmão de Carlos.
O Príncipe de Viana teve várias amantes. Aos 30 anos amasiou-se com Maria de Armendáriz, donzela de sua irmã Leonor a quem prometeu casar-se se lhe desse um filho varão. Mas deu-lhe uma filha:
- Ana (1451–1477), que casaria com Luís de la Cerda, Conde de Medinaceli.

Durante sua estada em Nápoles amasiou-se com Brianda de Vega (conhecida como «de Vaca», até agora), uma formosa mulher que o acompanharia até sua morte. Teve com ela um filho:
- Filipe (1456–1488), Conde de Beaufort e Arcebispo de Palermo, cargo que não ocuparia em troca do Maestrazgo de Montesa que lhe ofereceu seu tio Fernando, com o que participou na campanha contra Granada, onde encontrou a morte.

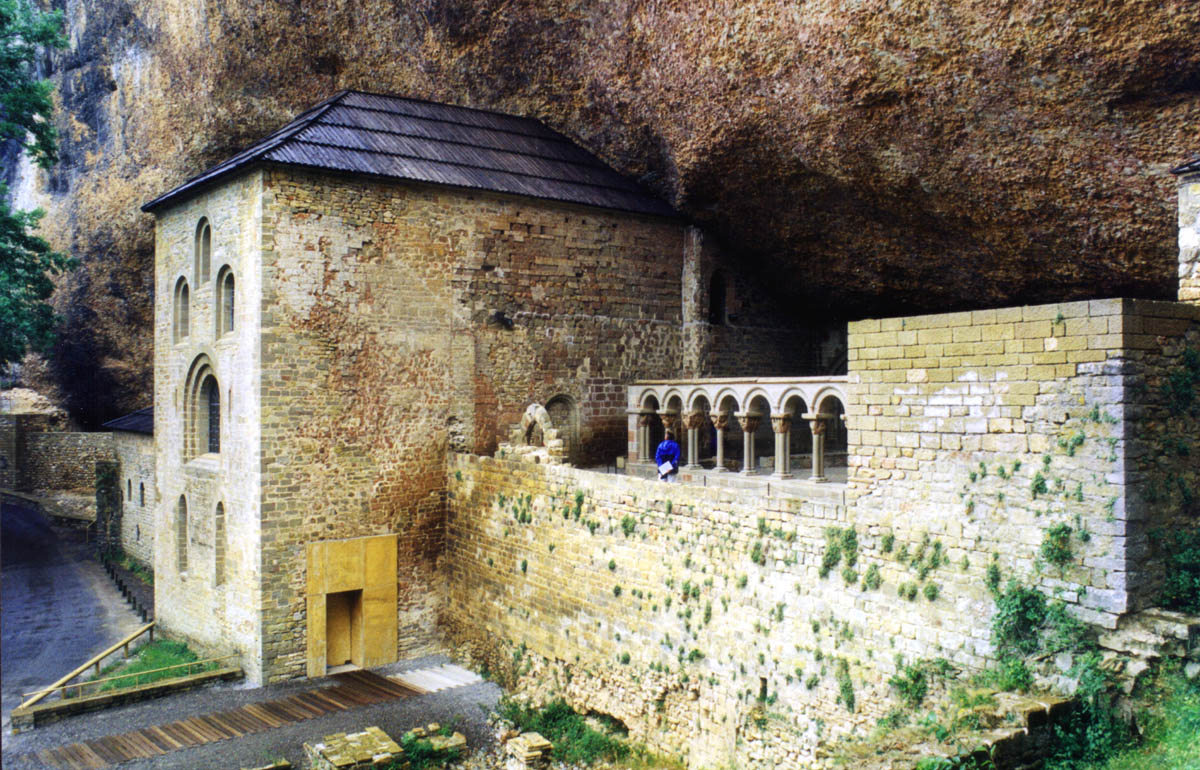
João Afonso de Navarra, filho ilegítimo de Carlos de Viana, foi abade do monastério de San Juan de la Peña.

Esteve a ponto de casar-se com Brianda e antes de sua morte seus amigos instaram que o fizesse in articulo mortis, para deixar Filipe como herdeiro. No entanto, Carlos compreendeu que a herança que lhe ia deixar seria muito pesada para aquele menino e só serviria para continuar as lutas fratricidas. Por isso preferiu deixar à sua irmã Branca (logo a rainha titular Branca II de Navarra), ex-esposa com casamento anulado eclesiasticamente de Henrique IV de Castela, como sua legítima sucessora.
Na Sicília amasiou-se com uma donzela de baixa extração a quem se conhece com o nome de Cappa, e com a qual teve outro filho:
- João Afonso (1459–1529), que logo foi Abade de San Juan de la Peña e Bispo de Huesca.

Outro dos amores do Príncipe de Viana foi Guiomar de Sayas, gentil dama que estava a seu serviço.
Também quando esteve em Mallorca, teve um romance com Margarida Colom, filha de João Colom, o qual havia estado à serviço de Renato de Anjou e residia no município de Felanitx em uma fazenda chamada Alquería Roja, atualmente San Ramonet. Margarida havia tido supostamente um filho que pode nascer na primavera de 1460, e que segundo o historiador maiorquino Gabriel Verd Martorell, havia sido nada menos que Cristóvão Colombo, o descobridor da América. Não obstante dado que o Príncipe não se preocupava de manter em secreto seus outros bastardos, não se compreende seu empenho em ocultar a identidade deste novo filho que lhe atribui o historiador maiorquino. O mais provável é que Margarida havia perdido a criança, ou a criança chegou a nascer, mas pouco depois morreu.